# 新堂真美
新堂 真美（しんどう まみ、1982年7月3日 - ）は、日本の元AV女優。

## 略歴
2001年にAVデビュー。ロリ系のキカタン(企画単体)女優として活躍した。
2002年にはごく短期間、長瀬愛・堤さやか・桃井望・樹若菜・三村まほ・咲田みゆとともにminx（ミンクス）のメンバーとして活躍した。（桃井望の急死に伴い解散。）
2004年に引退した。

## 作品

### アダルトビデオ
発売日不明
- センチメンタル レズビアン&レズビアン ルームメイト （プールクラブ）共演:まどか、センチメンタル レズビアン(出演:まなみ、あやな）とのオムニバス作品
- 悪戯な美少女 （タカラ映像）オムニバス作品

2001年
- 体感ファック if... 4 （10月13日、桃太郎映像出版）
- SECRET 仮面秘密倶楽部 （12月21日、LEO）オムニバス作品 他出演:長谷川留美子、杉本まりえ、夏川亜弓、澤宮有希

2002年
- ダブル! 3 （2月20日、桃太郎映像出版）共演:うさみ恭香
- WEBガールズ （4月12日、メディアステーション）共演:葉月かんな
- ラブたま! （4月6日、タカラ映像）…他出演:双葉このみ
- 学校の猥談 2 目指せ!メディカルボディー （5月2日、桃太郎映像出版）共演:堤さやか、萩原さやか
- ホテトル （7月4日、ドリームチケット）オムニバス作品 他出演:朝河蘭、坂口華奈
- 美少女格闘家vsM男 （7月16日、AVS）
- コスプレANGEL （8月9日、GLAY'z）
- 忍びの女 淫とんの術 （8月16日、グラフィティジャパン）共演:川奈まり子（特別出演）
- Deep*Kiss Mania （9月5日、ドリームチケット）オムニバス作品 他出演:零忍、夏木亜矢
- 口内シャワー フェラチズム （9月8日、アイデアポケット）
- 女泥棒三姉妹が捕まってあんなことも!こんなことも! （9月20日、ケイ・エム・プロデュース）共演:広瀬奈央美、佐々木美由紀
- SEX JUICE III ザーメン70shots （9月30日、h.m.p）共演:渡瀬晶、菊池麗子、柏木ゆう
- インターネット生ライブ （10月5日、桃太郎映像出版）オムニバス作品 他出演:鮎川あみ、温泉玉子、麻生鈴、奈々瀬あい、天野理穂、日高マリア、佐倉亜希
- アイデアポケット BLACK GANG BANG （10月8日、アイデアポケット）共演:葉月かんな
- 癒し系女子校生 もっと感じて…Vol.1 （10月15日、ランキング映像）オムニバス作品 他出演:荻原さやか、八木原まゆ
- 妹はあまえんぼう （10月23日、レイディックス）共演:飯塚マナ
- 淫モラルブルマー悪戯 2 （10月25日、笠倉出版社）オムニバス作品 他出演:楠木さやか、内藤花苗
- 乱コン （10月25日、シャイ企画）共演:栗須美嶺、華原永遠、小柳留美、相川レイナ、阿木美里、羽生レイカ
- メイドバトル DVD-PG （11月8日、メディアアーツ）共演:広瀬奈央美
- LoveSession III （11月18日、AVS）他出演:三上翔子
- BOYISH GIRLS ボーイッシュ ガールズ （12月10日、ホットエンターテイメント）オムニバス作品

2003年
- 女子校生れず先輩と私 47 （2月20日、U&K）共演:矢田涼子
- 哀辱遊戯 （2月8日、アタッカーズ）共演:若林樹里
- 家庭教師は女子大生Special 5 （2月28日、クリスタル映像）オムニバス作品
- 蛇縛の父子慕情 （3月8日、アタッカーズ）
- AVアイドルオナニー14連発 （3月28日、笠倉出版社）オムニバス作品
- レズビアンストーリー02 密会 （4月3日、アウダースジャパン）共演:三上翔子、楠木さやか
- ゴーマン （4月11日、メディアバンク）オムニバス作品
- 全速、全裸、マラソン （4月11日、グローバルメディア）共演:楠木さやか、鈴原美幸
- セーラートゥルーパーズ （5月16日、GIGA）共演:楠木さやか、荻原さやか
- SUPERザーメン天国 2 （5月16日、God）オムニバス作品 他出演:朝河蘭、中野千夏、加山由衣 他多数
- レズッチャ!! （5月17日、DASH(ハンドメイドビジョン））共演:楠木さやか
- 美少女 スペルマ拷問 10 （5月30日、アロマ企画）
- Girl’s Party 4×4 （7月4日、グローリークエスト）共演:荻原さやか、楠木さやか、葉月かんな
- HEROINE討伐 Vol.07 （7月11日、GIGA）共演:楠木さやか、荻原さやか
- プレミアムデジハメ4時間 （7月11日、メディアアーツ）オムニバス作品
- ベイビーフェイスをやっつけろ!!DVD edition 1 （7月15日、KUKI）オムニバス作品 他出演:岡野美憂、市川ひろみ、小泉ゆり、川村遥、双葉このみ、椎名るい、水樹ゆり、梅宮しずか、桜井あかり
- 脚踏破壊 クラッシュ&脚フェチONLY （7月19日、ヒビノ）共演:奥菜千春、水島早苗、楠木さやか、鈴原美幸
- 穴GII 穴あきGパン2 （7月25日、アロマ企画）オムニバス作品
- 女子校生あいどる総出演!! 2 （7月25日、エービーエー）オムニバス作品
- 4Pレズ×ペニバンFUCK （8月25日、ラハイナ東海）共演:三上翔子、楠木さやか、小野茜
- 耳鼻科の女 （8月29日、アロマ企画）オムニバス作品
- 育成調教シミュレーションゲーム 凌辱5PG （9月12日、メディアアーツ）オムニバス作品
- 不倫温泉旅行最高ゲーム 女子校生と理科教師の秩父長瀞編 （9月15日、ホットエンターテイメント）
- ニューハーフ女教師 （9月19日、ヒビノ）共演:まり、楠木さやか
- 女痴校生5人が素人童貞逆ナンバII （9月20日、ホットエンターテイメント）共演:平井まりあ、高木まり、梅宮かおる、喜多嶋優
- 憧れの制服女子校生18連発!! （9月26日、クリスタル映像）オムニバス作品
- 女子高生16人・制服だけ・ん〜いいねッ! 放課後編 （10月10日、桃太郎映像）オムニバス作品
- HEROINE討伐 Vol.08 （10月24日、GIGA）共演:楠木さやか、荻原さやか
- 極上4時間オナニー （11月28日、イエローボックス）オムニバス作品
- エイティーンLOVE vol.5 （12月12日、レイジングカンパニー）オムニバス作品 他出演:楠木さやか、山田加奈、森下由希、松橋しおり、桜井マミ（当真ゆき）
- 女子校生部活日誌 EPISODE4 （12月15日、ホットエンターテイメント）共演:宮下杏菜、愛川由菜、宮地奈々、望月るあ

2004年
- 強制露出コレクション 2 （1月16日、メディアバンク）オムニバス作品
- AV演劇に巻き込まれた素人娘 （1月20日、ホットエンターテイメント）共演:三上翔子、臼井利奈
- リンチマニア ビンタ編 （1月30日、アロマ企画）オムニバス作品
- ホットエンターテイメント 筆下ろし最高峰 2 （3月20日、ホットエンターテイメント）共演:春野さくら、中山りお、平井まりあ、相馬美雨
- フリーダム☆オーディション 金蹴り編 （4月21日、フリーダム）共演:三上翔子、楠木さやか、藤本なお
- フリーダム☆オーディション 脚責め編 （4月21日、フリーダム）共演:三上翔子、楠木さやか、藤本なお
- フリーダム☆オーディション 唾キス編 （4月21日、フリーダム）共演:三上翔子、楠木さやか、藤本なお
- fetish mix No.1 触感小説 新堂真美 （4月23日、大洋図書）
- キューティ MAMI 新堂真美 （6月18日、イエローポックス）
- 酷い! 酷すぎる! 容赦を知らない凌辱に涙する7人の女優にゴクリ… （11月19日、日本メディアサプライ）オムニバス作品
- お姉さんがエロビデオショップの店員で…スペシャル　（2004年7月31日、アリーナエンターテイメント）オムニバス作品

2005年
- 昭和レトロ夜話 2 新妻・肌襦袢の匂い （1月18日、明和プランニング）
- 出来る限りのNOモザイクNO隠し （3月25日、ホットエンターテイメント）オムニバス作品

## 出演

### ピンク映画
- 愛欲遊戯 狙われた美穴 （2003年12月20日公開、オーピー映画） - 共演 : 三上翔子、小川真実、加藤由香、兵頭未来洋、平川直大、石動三六、睦月影郎、姿良三